# Hybocamenta
Hybocamenta är ett släkte av skalbaggar. Hybocamenta ingår i familjen Melolonthidae.

## Dottertaxa tillHybocamenta, i alfabetisk ordning[1]
- Hybocamenta atriceps
- Hybocamenta benitoana
- Hybocamenta brevicornis
- Hybocamenta congoana
- Hybocamenta coriacea
- Hybocamenta descarpentriesi
- Hybocamenta discrepans
- Hybocamenta ferranti
- Hybocamenta flabellata
- Hybocamenta gabonensis
- Hybocamenta heptaphylla
- Hybocamenta inops
- Hybocamenta kivuana
- Hybocamenta longiceps
- Hybocamenta maritima
- Hybocamenta modesta
- Hybocamenta morio
- Hybocamenta nigriceps
- Hybocamenta nigrita
- Hybocamenta pallidicauda
- Hybocamenta pilosella
- Hybocamenta pusilla
- Hybocamenta rufina
- Hybocamenta rufopilosa
- Hybocamenta saegeri
- Hybocamenta simillima
- Hybocamenta tongaatsana
- Hybocamenta unicolor
- Hybocamenta upangwana
- Hybocamenta urunguensis
- Hybocamenta variabilis